# La reina Mab: un poema filosófico

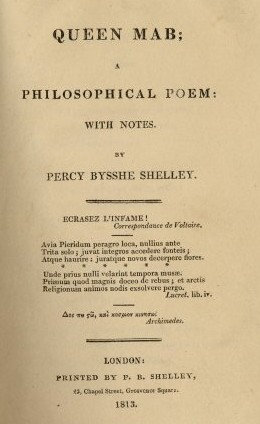
Portada de la primera edición limitada, impresa por el propio autor, en 1813.

Queen Mab; A Philosophical Poem; With Notes (La reina Mab; un poema filosófico, con notas), publicado en 1813 en nueve cantos y con diecisiete notas, fue la primera gran obra poética publicada por Percy Bysshe Shelley (1792-1822), el poeta romántico inglés. La reina Mab es un hada de las leyendas británicas medievales.